# Haik Moussakhanian
Haik Moussakhanian (in armeno Հայկ Մուսախանյան?, Hayk Mowsaxanyan; in bielorusso Айк Мусаханян?, Ajk Musachanjan; Minsk, 20 marzo 1998) è un calciatore francese con cittadinanza bielorussa, centrocampista svincolato.

## Carriera
È nato a Minsk, in Bielorussia, da genitori armeni. All'età di sette anni si è trasferito in Francia con la famiglia, poiché il padre aveva trovato lavoro lì. Ha iniziato la sua carriera nelle giovanili di Colmar, Wittenheim e Belfort. Nel 2017 è ritornato nel Paese dove era nato, firmando il suo primo contratto da calciatore con l'Ėnerhetyk-BDU Minsk, allora impegnato in seconda divisione. Dopo cinque stagioni, di cui le prime due in seconda divisione e le restanti in prima divisione, durante le quali ha totalizzato 118 presenze e 13 reti, il 24 gennaio 2022 è stato acquistato dal Noah, club della prima divisione armena.

## Statistiche

### Presenze e reti nei club
Statistiche aggiornate al 1º luglio 2022.
| Stagione                   | Squadra                    | Campionato                 | Campionato | Campionato | Coppe nazionali | Coppe nazionali | Coppe nazionali | Coppe continentali | Coppe continentali | Coppe continentali | Altre coppe | Altre coppe | Altre coppe | Totale | Totale |
| Stagione                   | Squadra                    | Comp                       | Pres       | Reti       | Comp            | Pres            | Reti            | Comp               | Pres               | Reti               | Comp        | Pres        | Reti        | Pres   | Reti   |
| -------------------------- | -------------------------- | -------------------------- | ---------- | ---------- | --------------- | --------------- | --------------- | ------------------ | ------------------ | ------------------ | ----------- | ----------- | ----------- | ------ | ------ |
| 2017                       | Ėnerhetyk-BDU Minsk        | 1L                         | 9          | 2          |                 | -               | -               |                    | -                  | -                  |             | -           | -           | 9      | 2      |
| 2018                       | Ėnerhetyk-BDU Minsk        | 1L                         | 28         | 4          | CB              | 2               | 0               |                    | -                  | -                  |             | -           | -           | 30     | 4      |
| 2019                       | Ėnerhetyk-BDU Minsk        | VL                         | 23         | 2          | CB              | 2               | 0               |                    | -                  | -                  |             | -           | -           | 25     | 2      |
| 2020                       | Ėnerhetyk-BDU Minsk        | VL                         | 24         | 3          | CB              | 1               | 1               |                    | -                  | -                  |             | -           | -           | 25     | 4      |
| 2021                       | Ėnerhetyk-BDU Minsk        | VL                         | 27         | 1          | CB              | 2               | 0               |                    | -                  | -                  |             | -           | -           | 29     | 1      |
| Totale Ėnerhetyk-BDU Minsk | Totale Ėnerhetyk-BDU Minsk | Totale Ėnerhetyk-BDU Minsk | 111        | 12         |                 | 7               | 1               |                    | -                  | -                  |             | -           | -           | 118    | 13     |
| gen.-giu. 2022             | Noah                       | BC                         | 15         | 0          | CA              | -               | -               | UECL               | -                  | -                  |             | -           | -           | 15     | 0      |
| Totale carriera            | Totale carriera            | Totale carriera            | 126        | 12         |                 | 7               | 1               |                    | -                  | -                  |             | -           | -           | 133    | 13     |